# Kimchi jjigae
Kimchi jjigae (phát âm tiếng Hàn Quốc: [kimtɕʰi tɕ͈iɡɛ]) (canh kimchi) là một món ăn hầm của Triều Tiên thuộc loại jjigae, được làm từ Kimchi và một số thành phần khác như Hành lá, Hành tây, Đậu phụ thái vuông, Thịt lợn và Hải sản  (Món Kimchi jiigae khi chế biến thường chỉ dùng một trong hai nguyên liệu thịt lợn hoặc hải sản, không gồm cả hai loại nguyên liệu này). Đây là một trong những loại jjigae phổ biến nhất tại Triều Tiên.
Kim chi được biết đến là một món ăn giống như rau ngâm trong nước, và chỉ trở thành kimchi ngày nay vào giữa triều đại Joseon khi ớt được giới thiệu lần đầu tiên trước cả nước. Kimchi jjigae cũng được cho là phát triển trong khoảng thời gian này.

## Cách nấu và phục vụ
Kimchi jjigae được nấu trong nhà ở Triều Tiên sử dụng lâu hơn, lên men và kimchi "đỏ mọng" hơn, tạo ra một hương vị mạnh và chứa lượng lớn vi khuẩn "tốt" cũng có trong sữa chua. Tuy nhiên, cần lưu ý rằng vi khuẩn sống trong kim chi tươi chưa nấu sẽ không tồn tại trong quá trình nấu. Cách hầm để hương vị kimchi thơm hơn nếu được chuẩn bị với kimchi già hơn, trong khi kimchi tươi sẽ không đem lại hương vị đầy đủ và phong phú bằng. Kimchi là thành phần quan trọng nhất trong kimchi jjigae, còn những thành phần khác có xu hướng tùy thuộc vào sở thích cá nhân.
Kimchi thái lát được cho vào nồi cùng thịt bò, thịt lợn hoặc hải sản, đậu phụ, hành lá thái mỏng và tỏi, sau đó được luộc với nước hoặc cá cơm dự trữ. Món hầm này rất thích hợp để ăn với Doenjang hoặc Koch'uchang. Giống như nhiều món ăn Triều Tiên khác, kimchi jjigae thường được ăn chung từ trung tâm của bàn hoặc nhiều hơn hai người được phục vụ. Nó thường được nấu và phục vụ luộc nóng trong nồi đá.

## Các loại kimchi khác
Bên cạnh những thành phần tiêu chuẩn của thịt bò, thịt lợn hoặc thịt gà, một vài loại kim được gọi bằng các tên gọi đặc biệt:
- Chamchi kimchi jjigae (참치 김치찌개) được làm với cá ngừ, thường chế biến loại đóng hộp để sử dụng trong jjigae. Loại kimchi này phổ biến trong các chuyến đi cắm trại hay dã ngoại bởi nó rất dễ làm.[3]
- Ggongchi kimchi jjigae (꽁치 김치찌개) được làm với Cá thu đao
- Budae jjigae (부대찌개) được làm với hỗn hợp nhiều thành phần - mì (thường là mì ramen), rau,... trong đồ hộp với nước dùng kimchi cơ bản. Budae nghĩa là "đơn vị quân đội" trong tiếng Hàn Quốc; loại kimchi này phổ biến với những người lính bởi nó rất dễ trộn trong phần thức ăn thừa của họ vào nước dùng jjigae.